# Acanthinus cristatus
Acanthinus cristatus là một loài bọ cánh cứng trong họ Anthicidae. Loài này được Westerman miêu tả khoa học năm 1970.